# Lala Tulpan
Lala Tulpan is een van de grootste moskeeën van Rusland met tweelingminaretten van 53 meter hoog. Het bevindt zich in Oefa, de hoofdstad van de Russische Autonome Republiek Basjkirostan.
Het gebouw biedt plaats aan maximaal 1000 gelovigen. Het werd gebouwd tussen 1990 en 1998 naar een modernistisch ontwerp van Wakil Davlyatshin.
In 2001 hield Vladimir Poetin een ontmoeting met Talgat Tadzjoeddin en andere moslimgeestelijken in de moskee.